# Österreich-Rundfahrt 2013/Fahrerfeld
Das Fahrerfeld der Österreich-Rundfahrt 2013 bestand aus neun UCI ProTeams, vier UCI Professional Continental Teams und fünf UCI Continental Teams. Insgesamt waren es 143 Fahrer am Start, da RadioShack-Nissan als einziges Team das Kontingent nicht voll ausschöpfte und nur sieben Fahrer aufstellte.
| Mannschaft                      | Kürzel | Lizenz                        | Starter |
| ------------------------------- | ------ | ----------------------------- | --- |
| RadioShack-Nissan               | RLT    | UCI ProTeam                   | 1 Matthew Busche , 2 Fabian Cancellara , 3 George Bennett , 4 Benjamin King , 5 Robert Kišerlovski , 6 Yaroslav Popovych , 8 Jesse Sergent / Sportlicher Leiter: José Azevedo.                                                                                 |
| Katusha Team                    | KAT    | UCI ProTeam                   | 11 Dmitri Anatoljewitsch Kosontschuk , 12 Sergei Witaljewitsch Tschernezki , 13 Marco Haller , 14 Petr Ignatenko , 15 Vladimir Isaichev , 16 Wjatscheslaw Kusnezow , 17 Michail Borissowitsch Ignatjew , 18 Rüdiger Selig / Sportlicher Leiter: Claudio Cozzi. |
| Omega Pharma-Quickstep          | OPQ    | UCI ProTeam                   | 21 Tom Boonen , 22 Gianluca Brambilla , 23 Kevin De Weert , 24 Dries Devenyns , 25 Gianni Meersman , 26 Bert Grabsch , 27 Kristof Vandewalle , 28 Carlos Verona / Sportlicher Leiter: Rik Van Slycke.                                                          |
| Sky ProCycling                  | SKY    | UCI ProTeam                   | 31 Ian Boswell , 32 Joseph Dombrowski , 33 Bernhard Eisel , 34 Mathew Hayman , 35 Salvatore Puccio , 36 Christopher Sutton , 37 Jonathan Tiernan-Locke , 38 Xabier Zandio / Sportlicher Leiter: Dan Hunt.                                                      |
| BMC Racing Team                 | BMC    | UCI ProTeam                   | 41 Alessandro Ballan , 42 Thor Hushovd , 43 Dominik Nerz , 44 Mathias Frank , 45 Daniel Oss , 46 Marco Pinotti , 47 Greg Van Avermaet , 48 Danilo Wyss / Sportlicher Leiter: Jackson Stewart.                                                                  |
| Cannondale Pro Cycling          | CAN    | UCI ProTeam                   | 51 Stefano Agostini , 52 Ivan Basso , 53 Federico Canuti , 54 Matthias Krizek , 55 Michel Koch , 56 Maciej Paterski , 57 Daniele Ratto , 58 Juraj Sagan / Sportlicher Leiter: Dario Mariuzzo.                                                                  |
| Astana Pro Team                 | AST    | UCI ProTeam                   | 61 Fabio Aru , 62 Borut Božič , 63 Alexander Djatschenko , 64 Andrea Guardini , 65 Maxim Iglinskiy , 66 Andrij Hrywko , 67 Simone Ponzi , 68 Kevin Seeldraeyers / Sportlicher Leiter: Gorazd Štangelj.                                                         |
| Team Saxo-Tinkoff               | TST    | UCI ProTeam                   | 71 Jonathan Cantwell , 72 Nicki Sörensen , 73 Timothy Duggan , 74 Chris Anker Sørensen , 75 Rafał Majka , 76 Jay McCarthy , 77 Bruno Pires , 78 Rory Sutherland / Sportlicher Leiter: Tristan Hoffmann.                                                        |
| Lotto Belisol                   | LTB    | UCI ProTeam                   | 81 Gaëtan Bille , 82 Sander Cordeel , 83 Dirk Bellemakers , 84 Dennis Vanendert , 85 Jonas Vangenechten , 86 Jürgen Van De Walle , 87 Tosh Van Der Sande , 88 Tim Wellens / Sportlicher Leiter: Jean-Pierre Heynderickx.                                       |
| IAM Cycling                     | IAM    | Professional Continental Team | 91 Jonathan Fumeaux , 92 Matthias Brändle , 93 Stefan Denifl , 94 Kristof Goddaert , 95 Kevyn Ista , 96 Gustav Larsson , 97 Aleksandr Pliușkin , 98 Aleksejs Saramotins / Sportlicher Leiter: Marcello Albasini.                                               |
| MTN Qhubeka                     | MTN    | Professional Continental Team | 101 Gerald Ciolek , 102 Ignatas Konovalovas , 103 Louis Meintjes , 104 Dennis van Niekerk , 105 Sergio Pardilla , 106 Martin Reimer , 107 Johann van Zyl , 108 Martin Wesemann / Sportlicher Leiter: Jens Zemke.                                               |
| Cofidis                         | COF    | Professional Continental Team | 111 Cyril Bessy . 112 Nicolas Edet . 113 Julien Fouchard . 114 Jan Ghyselinck . 115 Gert Joeaar . 116 Nico Sijmens . 117 Adrien Petit . 118 Tristan Valentin / Sportlicher Leiter: Stéphane Augé.                                                              |
| Androni Giocattoli-Venezuela    | AND    | Professional Continental Team | 121 Omar Bertazzo , 122 Riccardo Chiarini , 123 Fabio Felline , 124 Marco Frapporti , 125 Matteo Di Serafino , 126 Alessandro Malaguti , 127 Patrick Facchini , 128 Antonio Parrinello / Sportlicher Leiter: Giovanni Ellena.                                  |
| Team Gourmetfein Simplon        | GMS    | UCI Continental Team          | 131 Markus Eibegger , 132 Felix Großschartner , 133 Matija Kvasina , 134 Daniel Paulus , 135 Matej Marin , 136 Stephan Rabitsch , 137 Jan Sokol , 138 Riccardo Zoidl / Sportlicher Leiter: Andreas Grossek.                                                    |
| WSA                             | WSA    | UCI Continental Team          | 141 Michael Taferner , 142 Josef Benetseder , 143 Wolfgang Geisler , 144 Markus Götz , 145 Paul Lang , 146 Hans-Jörg Leopold , 147 Martin Schöffmann , 148 Patrick Schörkmayer / Sportlicher Leiter: Christoph Resl.                                           |
| Team Vorarlberg                 | VBG    | UCI Continental Team          | 151 Florian Bissinger , 152 Daniel Biedermann , 153 Boštjan Rezman , 154 Remco Broers , 155 Maarten de Jonge , 156 Andreas Hofer , 157 Dominik Hrinkow , 158 Christoph Springer / Sportlicher Leiter: Harald Wisiak.                                           |
| Tirol Cycling Team              | TIR    | UCI Continental Team          | 161 Clemens Fankhauser , 162 Jure Golčer , 163 Stefan Praxmarer , 164 Patric Schultus , 165 Harald Totschnig , 166 Hannes Kapeller , 167 Martin Weiss , 168 David Wöhrer / Sportlicher Leiter: Harald Berger.                                                  |
| ARBÖ Gebrüder Weiss-Oberndorfer | KTM    | UCI Continental Team          | 171 Benjamin Edmüller , 172 Michael Gogl , 173 Benedikt Kendler , 174 Jakub Krotochvila , 175 Maximilian Kuen , 176 Petr Lechner , 177 Andreas Müller , 178 Lukas Zeller / Sportlicher Leiter: Oskar Hauser.                                                   |